# Charles Sénard
Charles Sénard, né le 17 août 1878 à Caluire-et-Cuire où il est mort le 4 août 1934, est un peintre, graveur et illustrateur français, actif à Lyon.

## Biographie

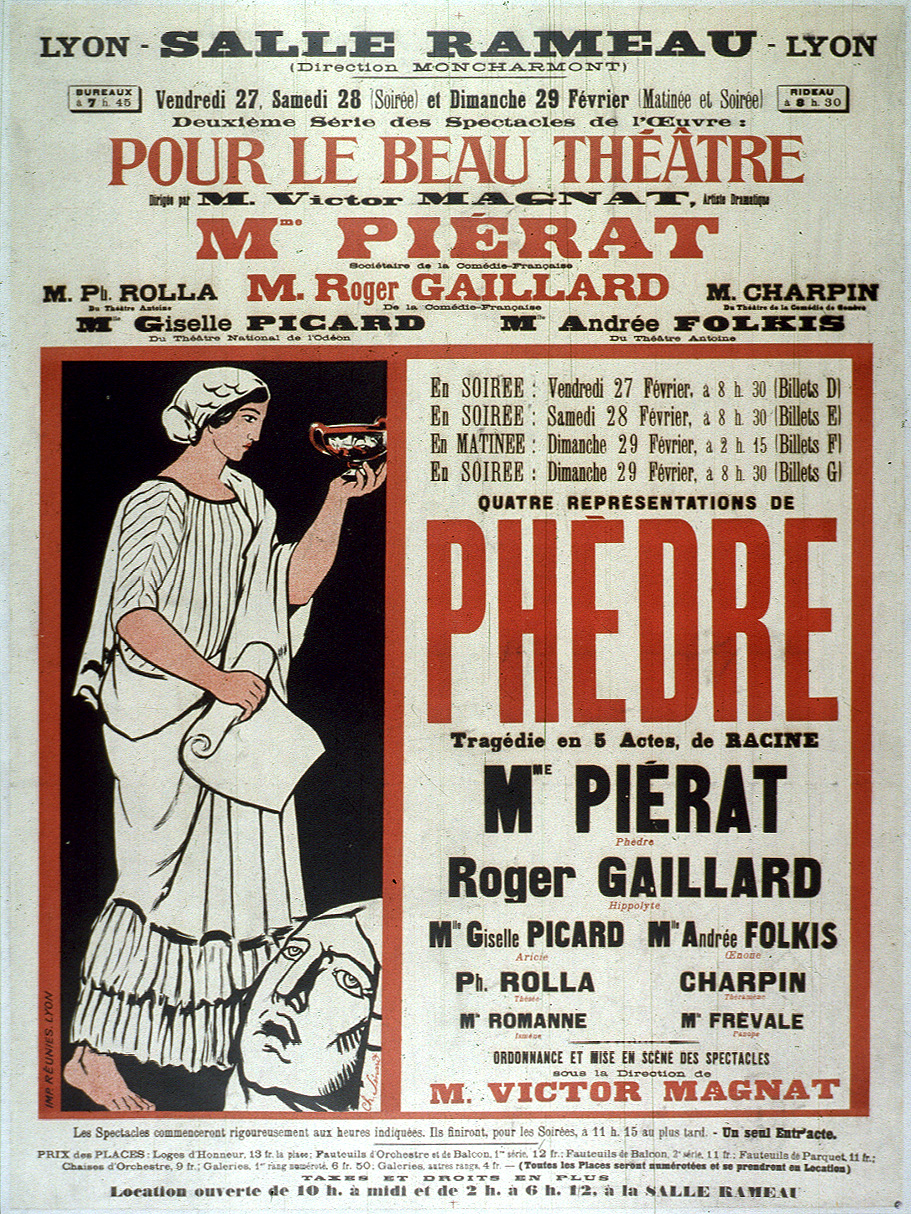
Phèdre de Jean Racine, vers 1900, affiche.

Charles Sénard naît le 17 août 1878 dans le quartier Saint-Clair à Caluire-et-Cuire. Il est le fils de Jean Nicolas Sénard, bijoutier, et de Marie Joséphine Requien, tailleuse.
En 1893, il est élève de l'École des beaux-arts de Lyon, dans la classe de Castex-Desgranges. Il effectue un tour de France pour achever sa formation. Il devient un peintre à la mode dans les années 1910. Il est décorateur, graveur, illustrateur, il peint et dessine des figures, des allégories. Il se distingue par la composition de natures mortes et de bouquets de fleurs. Il grave dans plusieurs techniques de l'estampe, notamment l'eau-forte et la gravure sur bois.
Il épouse Antonia Vallet, institutrice, le 3 août 1911 à Vénissieux.
En août 1914, il est mobilisé lors de la Première Guerre mondiale ; il est réformé pour cause de bronchite au bout d'un mois. À cette époque, sa peinture d'inspiration symboliste prend une inspiration dramatique et pessimiste. 
En 1925, il rejoint le groupe des Ziniars. Il fait partie des fondateurs du Salon du Sud-Est dont il devient le premier président, et le reste jusqu'en 1933.
Il est nommé chevalier de la Légion d'honneur le 29 janvier 1927. Il est adjoint au maire de Caluire à la fin de sa vie. 
Il est membre de la commission d'achat en 1932-1933, puis il est nommé conservateur du musée des Beaux-Arts de Lyon en 1933, soit quelques mois avant sa mort.
Il meurt le 4 août 1934 à son domicile du 68, cours d'Herbouville à Caluire. Il est enterré au cimetière de Caluire.

## Expositions
- Salon d'automne, Paris, dès 1902 jusqu'en 1924.
- Exposition internationale urbaine de Lyon de 1914.
- galerie Maire-Pourceaux, Lyon, 1917-1918.
- Salon du Sud-Est, Lyon, à partir de 1925 jusqu'en 1934.
- galerie des Archers, Lyon, 1927.
- galerie Pouillé-Lecoultre, Lyon, 1929.
- galerie Saint-Pierrre, Lyon, 1930.
- galerie les Deux Collines, Lyon[Quand ?].
- L'œuvre noir, musée des Beaux-Arts de Lyon, juin 2010.

## Collections publiques
- Villefranche-sur-Saône, Musée Paul-Dini.
- Lyon, musée des Beaux-Arts : six toiles, acquises de 1935 à 1974.

## Distinctions
- Chevalier de la Légion d'honneur (décret du 29 janvier 1927). Il est fait chevalier par Michel Putinier.

## Hommages

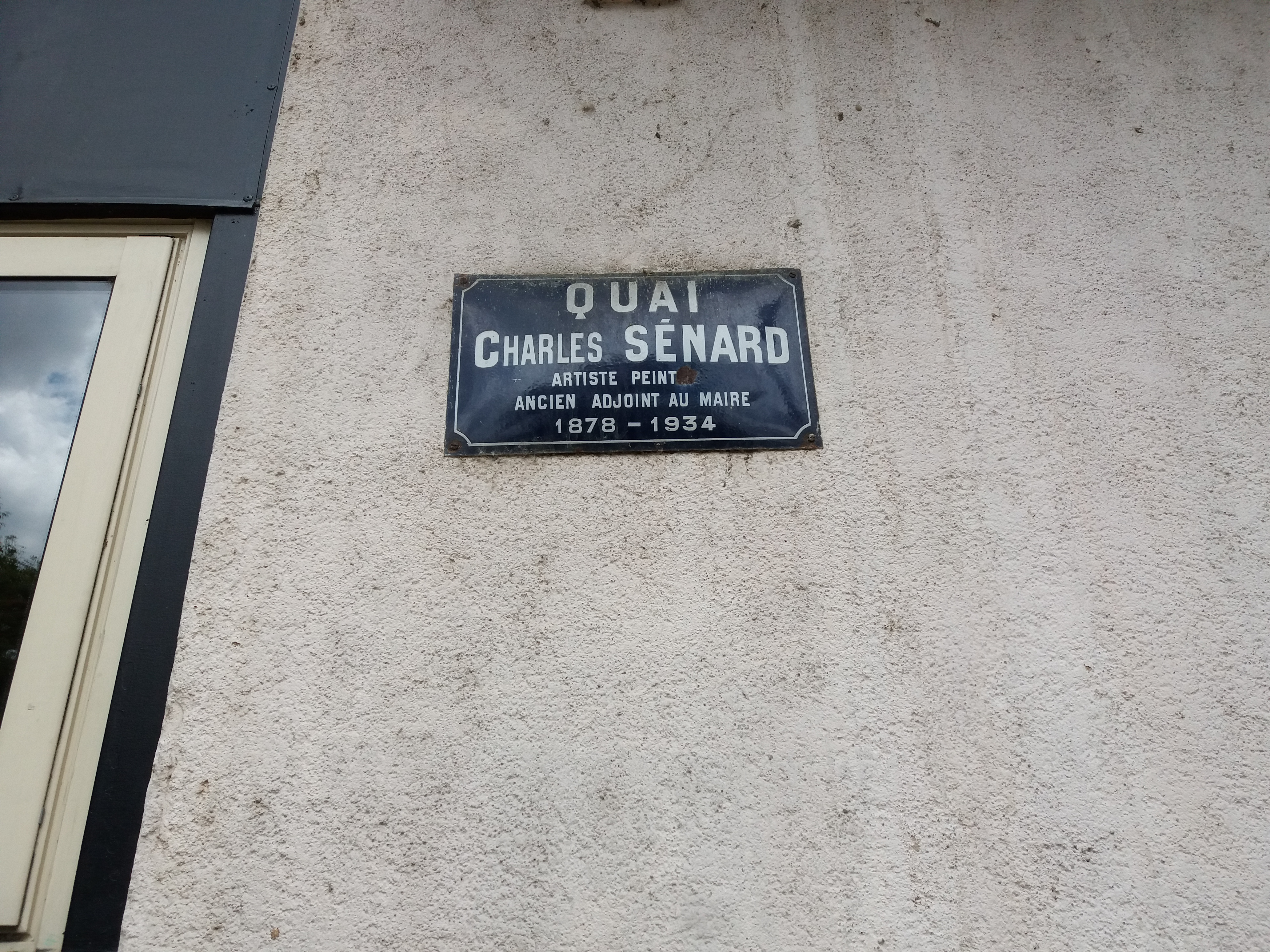
Quai Charles-Sénard à Caluire-et-Cuire.

Le quai Charles-Sénard et le collège Charles-Sénard portent son nom à Caluire-et-Cuire.